# Агль-і Хакк
Агль-і Хакк (перс. اهلِ حقّ, люди істини, Ярса́н (курд. Yâresân/یاڕه‌سان «товариство друзів»)), також відомі як Алі Ілах (علي إلاه `Alī ilāhi, араб.: Алі є бог) — релігійна група  крайнєшиїтського містико-гностичного толку, заснована Султаном Сахаком в кінці XIV ст. Більшість членів цієї групи є південними курдами, які проживають переважно на заході Ірану, а також на північному сході Іраку. Існує також невелика кількість її прихильників серед лурів, азербайджанців, персів та арабів. Оцінки загальної чисельності прихильників Агль-е Хакк коливаються від мільйона до 2,2 мільйона осіб.